# C11H23N3O2
化学式C11H23N3O2的化合物（摩尔质量：229.32 g/mol）可以指：
- N1,N8-二乙酰基亚精胺，CAS号：82414-35-5
- N-哌嗪基乙基氨基甲酸叔丁酯，CAS号：140447-78-5
- 4-(2-氨基乙基)哌嗪-1-甲酸叔丁酯，CAS号：192130-34-0
- 缬氨酸哌嗪基乙酯 L构型CAS号：2414417-46-0

|  | 这个同类索引页列出了具有相同分子式的化学物（即同分異構體）条目。 除非您是有意链接至本页，否则应将相应条目的内部链接指向正确的条目。 |